# George Karl
George Matthew Karl (Penn Hills, 12 maggio 1951) è un ex cestista e allenatore di pallacanestro statunitense, professionista nella ABA e nella NBA. Il 10 dicembre del 2010 è diventato il settimo allenatore nella storia dell'NBA a vincere mille partite.
Dal 2022 è membro del Naismith Memorial Basketball Hall of Fame in qualità di allenatore.

## Carriera

### Attività da giocatore
Karl nacque in un sobborgo di Pittsburgh in Pennsylvania. Dopo aver giocato a livello college per l'University of North Carolina firmò un contratto con i San Antonio Spurs nel 1973 che allora partecipavano al campionato ABA. Giocò per due stagioni in NBA, quando nel 1976 la franchigia texana cambiò federazione spostandosi nell'attuale NBA.

### Inizi da allenatore
Dopo la sua carriera da giocatore, divenne assistant coach degli Spurs. Successivamente diventò primo allenatore dei Montana Golden Nuggets che giocavano nella Continental Basket Association (CBA), federazione in cui vinse nel 1981 e nel 1983 il premio di Coach of the Year.
Nel 1984 tornò ai Cleveland Cavaliers come primo allenatore portandoli a giocare i Playoff nel 1985, ma un anno dopo la sua avventura in Ohio terminò.
Nel 1986 approdò ai Golden State Warriors che dopo il record di 30-52 dell'anno precedente riuscirono, sotto la guida di George Karl, a raggiungere i Playoff dopo dieci anni di assenza. L'avventura della squadra californiana quell'anno terminò in semifinale di Conference contro i Los Angeles Lakers di Magic Johnson nonostante una grande prestazione di Sleepy Floyd autore di 51 punti nell'unica vittoria dei GSW in quella serie per 129 a 121. Nella stagione successiva però Karl diede le dimissioni a 18 gare al termine della regular season deluso dalla partenza dei suoi migliori giocatori, compreso Floyd.
Nel 1988 tornò ad allenare in CBA diventando il coach degli Albany Patroons per poi l'anno successivo fare un'esperienza europea al Real Madrid che allenò nella stagione 1989-1990 e nella stagione 1991-1992, mentre nella 1990-1991 tornò per un anno ai Patroons vincendo il suo terzo titolo di allenatore dell'anno grazie al record di 50-6.

### Seattle SuperSonics
Nel 1992 tornò in NBA iniziando la sua avventura ai Seattle SuperSonics che durò fino al 1998. In tutte le sette stagioni di permanenza a Seattle, i SuperSonics giocarono i Playoff, vincendo 3 volte la Division. Il punto più alto della sua avventura alla guida della franchigia dello stato di Washington fu raggiunto nel 1996 quando la sua squadra approdò alle Finals e si arrese ai Chicago Bulls di Michael Jordan.
Dopo la sua avventura a Seattle si trasferì ai Milwaukee Bucks che allenò fino al 2003. Durante l'avventura in Wisconsin, Karl allenò anche la Nazionale degli Stati Uniti al Mondiale FIBA 2002 ottenendo solamente il sesto posto.

### Denver Nuggets
Nel 2005, dopo due anni senza panchina, tornò ad allenare in NBA alla guida dei Denver Nuggets dove subentrò a Michael Cooper alla fine di gennaio, e riuscì a portare la squadra ai play-off con il record di 32-8 nella seconda parte della stagione.
Il 28 dicembre 2006 divenne il dodicesimo allenatore nella storia NBA a raggiungere quota 800 vittorie grazie al 112-98 contro la sua squadra, i Seattle SuperSonics.
Il 31 dicembre 2008 raggiunse quota 900 vittorie in carriera battendo i Toronto Raptors per 114-107.
Durante la stagione 2008-09 ottennero il record di vittorie di franchigia grazie alle 54 partite vinte che garantirono alla squadra di Carmelo Anthony e Chauncey Billups di piazzarsi seconda nella Western Conference. Dopo aver battuto gli allora New Orleans Hornets e i Dallas Mavericks si arresero nelle finali di Conference ai Los Angeles Lakers di Kobe Bryant per 4-2.
Nella stagione 2009-10 allenò la Western Conference all'All Star Game 2010 ma durante la stagione fu costretto a lasciare temporaneamente il suo posto all'assistant coach Adrian Dantley per via di un tumore.
Nella stagione 2010-11, risolti i problemi fisici, divenne il settimo allenatore a raggiungere le 1000 vittorie in carriera ancora contro Toronto per 123-116.
Prima della stagione 2011-12 i Denver Nuggets acquistarono Andre Iguodala ed erano considerati come una pretendente al titolo quell'anno. La squadra di Karl si piazzò infatti terza a ovest ma perse al primo turno di Playoffs contro i Golden State Warriors per 4-2.
Nella stagione 2013 vinse il suo primo titolo di Allenatore dell'anno NBA. La sua squadra vinse quell'anno 57 gare, nuovo record di franchigia, nonostante fosse la terza squadra più giovane con una media di 24.9 anni.
Il 6 giugno 2013 fu licenziato dai Nuggets. Karl ottenne in totale un record di 423-257, che rappresenta il secondo maggior numero di vittorie di un allenatore dei Nuggets, dopo Doug Moe (432). Portò Denver ai Playoff in tutte e nove le stagioni disputate ma riuscì ad avanzare al secondo turno una sola volta.

### Sacramento Kings
Il 12 febbraio 2015 George Karl accettò di diventare il capo allenatore dei Sacramento Kings firmando un contratto di 4 anni. Nella sua prima stagione NBA in 30 partite ottenne un record di 11-19.
Il 2 gennaio 2016 battendo 142-119 i Phoenix Suns diventa il quinto allenatore con più vittorie in regular season nella NBA, raggiungendo Phil Jackson a quota 1155. Due giorni più tardi battendo per 116-104 gli Oklahoma City Thunder raggiunge la vittoria numero 1156; si tratta inoltre della prima vittoria esterna dei Kings contro i Thunder in tutta la loro storia.

## Statistiche

### College
| Anno      | Squadra             | PG | PT | MP | TC%  | 3P% | TL%  | RP  | AP  | PRP | SP | PP   |
| --------- | ------------------- | -- | -- | -- | ---- | --- | ---- | --- | --- | --- | -- | ---- |
| 1970-1971 | N. Carol. Tar Heels | 32 | -  | -  | 52,4 | -   | 80,0 | 3,3 | 2,4 | -   | -  | 12,3 |
| 1971-1972 | N. Carol. Tar Heels | 29 | -  | -  | 51,9 | -   | 78,8 | 2,5 | 4,3 | -   | -  | 11,7 |
| 1972-1973 | N. Carol. Tar Heels | 33 | -  | -  | 50,1 | -   | 76,1 | 3,1 | 5,8 | -   | -  | 17,0 |
| Carriera  | Carriera            | 94 | -  | -  | 51,2 | -   | 78,0 | 3,0 | 4,2 | -   | -  | 13,8 |

### NBA

#### Regular Season
| Anno      | Squadra                 | PG  | PT | MP   | TC%  | 3P%  | TL%  | RP  | AP  | PRP | SP  | PP  |
| --------- | ----------------------- | --- | -- | ---- | ---- | ---- | ---- | --- | --- | --- | --- | --- |
| 1973-1974 | San Antonio Spurs (ABA) | 74  | -  | 18,1 | 47,0 | 36,4 | 83,2 | 1,7 | 2,2 | 0,9 | 0,1 | 7,8 |
| 1974-1975 | San Antonio Spurs       | 82  | -  | 19,9 | 48,9 | 17,4 | 77,4 | 1,9 | 4,1 | 1,2 | 0,1 | 8,1 |
| 1975-1976 | San Antonio Spurs (ABA) | 75  | -  | 16,0 | 44,9 | 0,0  | 76,4 | 0,9 | 3,3 | 0,8 | 0,0 | 5,1 |
| 1976-1977 | San Antonio Spurs (NBA) | 29  | -  | 8,7  | 34,2 | -    | 69,0 | 0,6 | 1,6 | 0,3 | 0,0 | 2,7 |
| 1977-1978 | San Antonio Spurs       | 4   | -  | 7,5  | 33,3 | -    | 100  | 1,3 | 1,3 | 0,3 | 0,0 | 1,5 |
| Carriera  | Carriera                | 264 | -  | 16,9 | 46,5 | 22,2 | 78,0 | 1,4 | 3,0 | 0,9 | 0,1 | 6,5 |

#### Playoffs
| Anno     | Squadra                 | PG | PT | MP   | TC%  | 3P% | TL%  | RP  | AP  | PRP | SP  | PP  |
| -------- | ----------------------- | -- | -- | ---- | ---- | --- | ---- | --- | --- | --- | --- | --- |
| 1974     | San Antonio Spurs (ABA) | 7  | -  | 20,1 | 46,4 | 0,0 | 40,0 | 2,1 | 3,3 | 1,4 | 0,0 | 4,0 |
| 1975     | San Antonio Spurs       | 4  | -  | 10,0 | 12,5 | 0,0 | 75,0 | 0,8 | 1,3 | 0,3 | 0,0 | 1,3 |
| 1976     | San Antonio Spurs (ABA) | 6  | -  | 10,7 | 45,5 | 0,0 | 66,7 | 0,7 | 2,8 | 0,8 | 0,0 | 4,3 |
| 1977     | San Antonio Spurs (NBA) | 1  | -  | 1,0  | -    | -   | -    | 0,0 | 0,0 | 0,0 | 0,0 | 0,0 |
| Carriera | Carriera                | 18 | -  | 13,7 | 41,4 | 0,0 | 61,1 | 1,2 | 2,5 | 0,9 | 0,0 | 3,3 |

### Allenatore
| Stagione | Squadra             | Regular Season | Regular Season | Regular Season | Regular Season | Regular Season           | Post Season                                               |
| Stagione | Squadra             | V              | P              | % V            | G              | Posizione finale         | Post Season                                               |
| -------- | ------------------- | -------------- | -------------- | -------------- | -------------- | ------------------------ | --------------------------------------------------------- |
| 1984-85  | Cleveland Cavaliers | 36             | 46             | 43,9           | 82             | 4º in Central Division   | Sconfitto al Primo Round dagli Celtics (1-3)              |
| 1985-86  | Cleveland Cavaliers | 25             | 42             | 37,3           | 67             | -                        | -                                                         |
| 1986-87  | G.S. Warriors       | 42             | 40             | 51,2           | 82             | 3º in Pacific Division   | Sconfitto alle Semifinali di Conference dai Lakers (1-4)  |
| 1987-88  | G.S. Warriors       | 16             | 48             | 25,0           | 64             | -                        | -                                                         |
| 1991-92  | Seattle S.Sonics    | 27             | 15             | 64,3           | 42             | 4º in Pacific Division   | Sconfitto alle Semifinali di Conference dai Jazz (1-4)    |
| 1992-93  | Seattle S.Sonics    | 55             | 27             | 67,1           | 82             | 2º in Pacific Division   | Sconfitto alle Finali di Conference dai Suns (3-4)        |
| 1993-94  | Seattle S.Sonics    | 63             | 19             | 76,8           | 82             | 1º in Pacific Division   | Sconfitto al Primo Round dai Nuggets (2-3)                |
| 1994-95  | Seattle S.Sonics    | 57             | 25             | 69,5           | 82             | 2º in Pacific Division   | Sconfitto al Primo Round dai Lakers (1-3)                 |
| 1995-96  | Seattle S.Sonics    | 64             | 18             | 78,0           | 82             | 1º in Pacific Division   | Sconfitto alle NBA Finals dai Bulls (2-4)                 |
| 1996-97  | Seattle S.Sonics    | 57             | 25             | 69,5           | 82             | 1º in Pacific Division   | Sconfitto alle Semifinali di Conference dai Rockets (3-4) |
| 1997-98  | Seattle S.Sonics    | 61             | 21             | 74,4           | 82             | 1º in Pacific Division   | Sconfitto alle Semifinali di Conference dai Lakers (1-4)  |
| 1998-99  | Milwaukee Bucks     | 28             | 22             | 56,0           | 50             | 4º in Central Division   | Sconfitto al Primo Round dai Pacers (0-3)                 |
| 1999-00  | Milwaukee Bucks     | 42             | 40             | 51,2           | 82             | 5º in Central Division   | Sconfitto al Primo Round dai Pacers (2-3)                 |
| 2000-01  | Milwaukee Bucks     | 52             | 30             | 63,4           | 82             | 1º in Central Division   | Sconfitto alle Finali di Conference dai 76ers (3-4)       |
| 2001-02  | Milwaukee Bucks     | 41             | 41             | 50,0           | 82             | 5º in Central Division   | Manca i play-off                                          |
| 2002-03  | Milwaukee Bucks     | 42             | 40             | 51,2           | 82             | 4º in Central Division   | Sconfitto al Primo Round dai Nets (2-4)                   |
| 2004-05  | Denver Nuggets      | 32             | 8              | 80,0           | 40             | 2º in Northwest Division | Sconfitto al Primo Round dai Spurs (1-4)                  |
| 2005-06  | Denver Nuggets      | 44             | 38             | 53,7           | 82             | 1º in Northwest Division | Sconfitto al Primo Round dai Clippers (1-4)               |
| 2006-07  | Denver Nuggets      | 45             | 37             | 54,9           | 82             | 2º in Northwest Division | Sconfitto al Primo Round dai Spurs (1-4)                  |
| 2007-08  | Denver Nuggets      | 50             | 32             | 61,0           | 82             | 2º in Northwest Division | Sconfitto al Primo Round dai Lakers (0-4)                 |
| 2008-09  | Denver Nuggets      | 54             | 28             | 65,9           | 82             | 1º in Northwest Division | Sconfitto alle Finali di Conference dai Lakers (2-4)      |
| 2009-10  | Denver Nuggets      | 53             | 29             | 64,6           | 82             | 1º in Northwest Division | Sconfitto al Primo Round dai Jazz (2-4)                   |
| 2010-11  | Denver Nuggets      | 50             | 32             | 64,4           | 82             | 2º in Northwest Division | Sconfitto al Primo Round dai Thunder (1-4)                |
| 2011-12  | Denver Nuggets      | 38             | 28             | 57,6           | 66             | 2º in Northwest Division | Sconfitto al Primo Round dai Lakers (3-4)                 |
| 2012-13  | Denver Nuggets      | 57             | 25             | 69,5           | 82             | 2º in Northwest Division | Sconfitto al Primo Round dai Warriors (2-4)               |
| 2014-15  | Sacramento Kings    | 11             | 19             | 36,7           | 30             | 4º in Pacific Division   | Manca i play-off                                          |
| 2015-16  | Sacramento Kings    | 33             | 49             | 40,2           | 82             | 3º in Pacific Division   | Manca i play-off                                          |
|          | Carriera            | 1175           | 824            | 58,8           | 1999           |                          |                                                           |

## Palmarès

### Giocatore
- Campione NIT (1971)
- Trentunesimo miglior giocatore per palle rubate di sempre ABA

### Allenatore
- 3 volte CBA Coach of the Year (1981, 1983, 1991)
- 4 volte allenatore all'NBA All-Star Game (1994, 1996, 1998, 2010)
- NBA Coach of the Year (2013)